# Latinos imparables Tour
Latinos Imparables es la primera gira por Estados Unidos del dúo mexicano Jesse & Joy, fue anunciada en abril de 2013, y comenzará el 22 de mayo de 2013 en San Francisco, Estados Unidos, y está estipulado que termine el 15 de junio de 2013 en McAllen, Estados Unidos. Al mismo tiempo, Jesse & Joy continuarán con su gira "¿Con quién se queda el perro? Tour" por Europa y América.

## Antecedentes
El 4 de abril de 2013, durante una conferencia de prensa en el House of Blues, el dúo anuncia el lanzamiento de su primera gira por Estados Unidos, titulada "Latinos Imparables Tour", presentada por Downy Unstopables junto con House of Blues Entertaintment. En la gira participará como invitada especial la cantautora mexicana Lilo. Comenzará en mayo de 2013 en San Francisco y terminará en junio de 2013 en Dallas. Sobre el comienzo de la gira el dúo argumentó «Estamos muy contentos y emocionados y queremos seguir dejando suelto al perrito porque nos ha traído muchas satisfacciones y aún sigue corriendo».
«Jesse & Joy es uno de los duetos más exitosos de la música Latina hoy en día y nos complace saber que están encabezando la primera edición del tour “Latinos Imparables”, presentado por Downy [...] La colaboración de Downy nos permite combinar recursos de ambas compañías para así alcanzar nuevas audiencias» argumentó Manuel Moran, vicepresidente de programación y giras Latinas, Live Nation.

## Presentaciones
| América del Norte   |                 |                |                            |
| 22 de mayo de 2013  | San Francisco   | Estados Unidos | Regency                    |
| 23 de mayo de 2013  | Las Vegas       | Estados Unidos | House of Blues             |
| 26 de mayo de 2013  | San Diego       | Estados Unidos | House of Blues             |
| 27 de mayo de 2013  | Anaheim         | Estados Unidos | House of Blues             |
| 28 de mayo de 2013  | Los Ángeles     | Estados Unidos | The Wiltern                |
| 29 de mayo de 2013  | Chicago         | Estados Unidos | House of Blues             |
| 5 de junio de 2013  | Nueva York      | Estados Unidos | The Gramercy               |
| 6 de junio de 2013  | Silver Spring   | Estados Unidos | The Fillmore               |
| 7 de junio de 2013  | Charlotte       | Estados Unidos | The Fillmore               |
| 9 de junio de 2013  | Fort Lauderdale | Estados Unidos | Revolution                 |
| 11 de junio de 2013 | Houston         | Estados Unidos | House of Blues             |
| 12 de junio de 2013 | Dallas          | Estados Unidos | House of Blues             |
| 13 de junio de 2013 | San Antonio     | Estados Unidos | Planeta Bar Rio            |
| 14 de junio de 2013 | Laredo          | Estados Unidos | Las Cananas Revolution Bar |
| 15 de junio de 2013 | McAllen         | Estados Unidos | McAllen Convention Center  |